# Giovanni Augusto di Anhalt-Zerbst
Giovanni Augusto di Anhalt-Zerbst (Zerbst, 29 luglio 1677 – Zerbst, 7 novembre 1742) è stato principe di Anhalt-Zerbst dal 1718 al 1742.

## Biografia
Giovanni Augusto era figlio del principe Carlo Guglielmo di Anhalt-Zerbst e di sua moglie, Sofia. Nel 1718 succedette al trono di Anhalt-Zerbst alla morte del padre, rimanendovi sino alla morte.
Si maritò due volte: la prima con Federica di Sassonia-Gotha-Altenburg (1675-1709), figlia di 
Federico I di Sassonia-Gotha-Altenburg, e la seconda volta con Edvige Federica di Württemberg-Veltingen (1691-1752), ma questi matrimoni furono senza eredi.
Alla sua morte, i titoli della Casa di Anhalt-Zerbst passarono alla linea di Anhalt-Zerbst-Dornberg. Suo successore sarà infatti Cristiano Augusto e suo fratello, Giovanni Luigi II.

## Onorificenze

Il monogramma personale di Giovanni Augusto.

## Ascendenza
|                                                  |                                                   |                                                | Genitori                                                 |  |  | Nonni |  |  | Bisnonni                             |  |  | Trisnonni                             |  |
|                                                  |                                                   |                                                |                                                          |  |  |       |  |  | 8. Rudolf, principe di Anhalt-Zerbst |  |  | 16. Joachim Ernst, principe di Anhalt |  |
|                                                  |                                                   |                                                |                                                          |  |  |       |  |  | 8. Rudolf, principe di Anhalt-Zerbst |  |  | 16. Joachim Ernst, principe di Anhalt |  |
|                                                  |                                                   | 17. Eleonore von Württemberg                   |                                                          |  |  |       |  |  | 8. Rudolf, principe di Anhalt-Zerbst |  |  |                                       |  |
| 4. Johann VI, principe di Anhalt-Zerbst          |                                                   |                                                |                                                          |  |  |       |  |  | 8. Rudolf, principe di Anhalt-Zerbst |  |  |                                       |  |
|                                                  |                                                   | 9. Magdelene von Oldenburg                     | 18. Johann VII, conte di Oldenburg                       |  |  |       |  |  |                                      |  |  |                                       |  |
|                                                  |                                                   | 9. Magdelene von Oldenburg                     | 18. Johann VII, conte di Oldenburg                       |  |  |       |  |  |                                      |  |  |                                       |  |
|                                                  |                                                   | 9. Magdelene von Oldenburg                     | 19. Elisabeth von Schwarzburg-Blankenburg                |  |  |       |  |  |                                      |  |  |                                       |  |
| 2. Karl Wilhelm, principe di Anhalt-Zerbst       |                                                   | 9. Magdelene von Oldenburg                     |                                                          |  |  |       |  |  |                                      |  |  |                                       |  |
|                                                  |                                                   | 10. Friedrich III, duca di Holstein-Gottorp    | 20. Johann Adolf, duca di Holstein-Gottorp               |  |  |       |  |  |                                      |  |  |                                       |  |
|                                                  |                                                   | 10. Friedrich III, duca di Holstein-Gottorp    | 20. Johann Adolf, duca di Holstein-Gottorp               |  |  |       |  |  |                                      |  |  |                                       |  |
|                                                  |                                                   | 10. Friedrich III, duca di Holstein-Gottorp    | 21. Augusta af Danmark                                   |  |  |       |  |  |                                      |  |  |                                       |  |
| 5. Sophie Auguste von Schleswig-Holstein-Gottorf |                                                   | 10. Friedrich III, duca di Holstein-Gottorp    |                                                          |  |  |       |  |  |                                      |  |  |                                       |  |
|                                                  |                                                   | 11. Maria Elisabeth von Sachsen                | 22. Johann Georg I, principe elettore di Sassonia (= 12) |  |  |       |  |  |                                      |  |  |                                       |  |
|                                                  |                                                   | 11. Maria Elisabeth von Sachsen                | 22. Johann Georg I, principe elettore di Sassonia (= 12) |  |  |       |  |  |                                      |  |  |                                       |  |
|                                                  |                                                   | 11. Maria Elisabeth von Sachsen                | 23. Magdalena Sibylle von Preußen (= 13)                 |  |  |       |  |  |                                      |  |  |                                       |  |
| 1. Johann August, principe di Anhalt-Zerbst      |                                                   | 11. Maria Elisabeth von Sachsen                |                                                          |  |  |       |  |  |                                      |  |  |                                       |  |
|                                                  | 12. Johann Georg I, principe elettore di Sassonia | 24. Christian I, principe elettore di Sassonia |                                                          |  |  |       |  |  |                                      |  |  |                                       |  |
|                                                  | 12. Johann Georg I, principe elettore di Sassonia | 24. Christian I, principe elettore di Sassonia |                                                          |  |  |       |  |  |                                      |  |  |                                       |  |
|                                                  | 12. Johann Georg I, principe elettore di Sassonia | 25. Sophie von Brandenburg                     |                                                          |  |  |       |  |  |                                      |  |  |                                       |  |
| 6. August, duca di Sassonia-Weissenfels          | 12. Johann Georg I, principe elettore di Sassonia |                                                |                                                          |  |  |       |  |  |                                      |  |  |                                       |  |
|                                                  |                                                   | 13. Magdalena Sibylle von Preußen              | 26. Albrecht Friedrich, duca di Prussia                  |  |  |       |  |  |                                      |  |  |                                       |  |
|                                                  |                                                   | 13. Magdalena Sibylle von Preußen              | 26. Albrecht Friedrich, duca di Prussia                  |  |  |       |  |  |                                      |  |  |                                       |  |
|                                                  |                                                   | 13. Magdalena Sibylle von Preußen              | 27. Marie Eleonore von Jülich-Kleve-Berg                 |  |  |       |  |  |                                      |  |  |                                       |  |
| 3. Sophia von Sachsen-Weißenfels                 |                                                   | 13. Magdalena Sibylle von Preußen              |                                                          |  |  |       |  |  |                                      |  |  |                                       |  |
|                                                  |                                                   | 14. Adolf Friedrich I, principe di Ratzeburg   | 28. Johann VII, duca di Meclemburgo-Schwerin             |  |  |       |  |  |                                      |  |  |                                       |  |
|                                                  |                                                   | 14. Adolf Friedrich I, principe di Ratzeburg   | 28. Johann VII, duca di Meclemburgo-Schwerin             |  |  |       |  |  |                                      |  |  |                                       |  |
|                                                  |                                                   | 14. Adolf Friedrich I, principe di Ratzeburg   | 29. Sophia von Schleswig-Holstein-Gottorf                |  |  |       |  |  |                                      |  |  |                                       |  |
| 7. Anna Maria von Mecklenburg-Schwerin           |                                                   | 14. Adolf Friedrich I, principe di Ratzeburg   |                                                          |  |  |       |  |  |                                      |  |  |                                       |  |
|                                                  |                                                   | 15. Anna Maria von Ostfriesland                | 30. Enno III, conte della Frisia orientale               |  |  |       |  |  |                                      |  |  |                                       |  |
|                                                  |                                                   | 15. Anna Maria von Ostfriesland                | 30. Enno III, conte della Frisia orientale               |  |  |       |  |  |                                      |  |  |                                       |  |
|                                                  |                                                   | 15. Anna Maria von Ostfriesland                | 31. Anna von Schleswig-Holstein-Gottorf                  |  |  |       |  |  |                                      |  |  |                                       |  |
|                                                  |                                                   | 15. Anna Maria von Ostfriesland                |                                                          |  |  |       |  |  |                                      |  |  |                                       |  |